# Maurice Martens
Maurice Martens (Aalst, 1947. június 5. –) belga válogatott labdarúgó.